# プジョー・9X8
プジョー・9X8（プジョー・ナインエックスエイト、Peugeot 9X8）は、プジョー・スポールがル・マン・ハイパーカー（LMH）規定に基づき2022年のFIA 世界耐久選手権（WEC）への参戦用に開発したプロトタイプレーシングカー。
LMH規定に基づき開発された3台目のプロトタイプレーシングカーであり、デビュー時には「リアウィングを装備しない」という、近年のスポーツカーでは前例のないスタイリングが与えられていた。

## 概要
プジョーは2011年のル・マン24時間レース以降耐久レースの最高峰から姿を消していたが、2019年11月、2022年からハイパーカーを用いてWECおよびル・マン24時間レースへ復帰することが発表されていた。しかし、新たにLMDh規定が発表されたこともあり、ハイパーカーもしくはLMDhを用いて参戦するのか対応が注目されていた。そんな中、2020年のル・マン24時間レース前日の9月18日にハイパーカーを開発することが正式にアナウンスされた。
車名の「9X8」は、プジョー・905やプジョー・908といった過去の車種を引き継ぐという意味の「9」、ハイパーカーの全輪駆動技術とモーターレースの世界におけるブランドの電動化戦略を具現化するハイブリッドパワートレインを指す「X」、そしてプジョーの現行シリーズを示す「8」を組み合わせたものである。

## 仕様

### 初期型
パワートレインは自社製の2.6L V型6気筒ツインターボエンジンに、前輪に最大出力200kWの電動MGUを搭載するハイブリッド構成で、バッテリーはトタルエナジーズの子会社であるサフトグループS.A.が開発した900Vバッテリーを採用する。なお、通常は二輪駆動でモーター駆動時に四輪駆動となるのは、ハイパフォーマンスモデルの508 PSEと同じであり、デザインも同車のマーケティングを意識したものになっている。
リアウィングを廃し、フロント部分に対して極端にリアが低いデザインが特徴。これは独自性を打ち出すこと以外にも、ダウンフォースの上限とドラッグの下限が定められており、その範囲内でなら自由な設計が可能なことや、「調整可能な空力デバイスはひとつ」（＝リアウィングかフロントスプリッターの二者択一）といった技術規則が大きく影響している。
前後のライトはプジョーの市販車と同様の「ライオンのかぎ爪がイメージされたデザイン」という3本のラインで構成される。空力パートナーは当初オレカが務める予定であったが、オレカが「LMDhマシンの開発を優先させたい」として辞退したため、リジェ・オートモーティブがパートナーに選ばれた。

### 2024年仕様
2024年3月、大幅改良が行われた2024年仕様車が発表された。改良型では空力が一新され、初期型とは一転しリアウィングを設けた。車両重量バランスや空力バランスもリア寄りの設定とされている。エアロコンセプトの変更により「マシン表面の90-95%」が変更されているという。

## レース活動

### 2022年
2022年シーズンからWECへ参戦すると表明し、同じくハイパーカーを用いて参戦するトヨタやグリッケンハウスがライバルとなる。しかし、マシンの開発が難航したため、第3戦のル・マン24時間レースまで欠場し、第4戦のモンツァより2台体制で参戦を開始した。

### 2023年
引き続きWECに参戦。第4戦からはル・マン24時間レース100周年を記念して、今までのグレー一色のカラーリングを変更し、プジョー・905にインスピレーションを得た白地に幾何学的なグラフィックをあしらったデザインに変更した。デビュー1周年となった第5戦のモンツァ6時間レースでは初表彰台となる3位を獲得した。

## ギャラリー

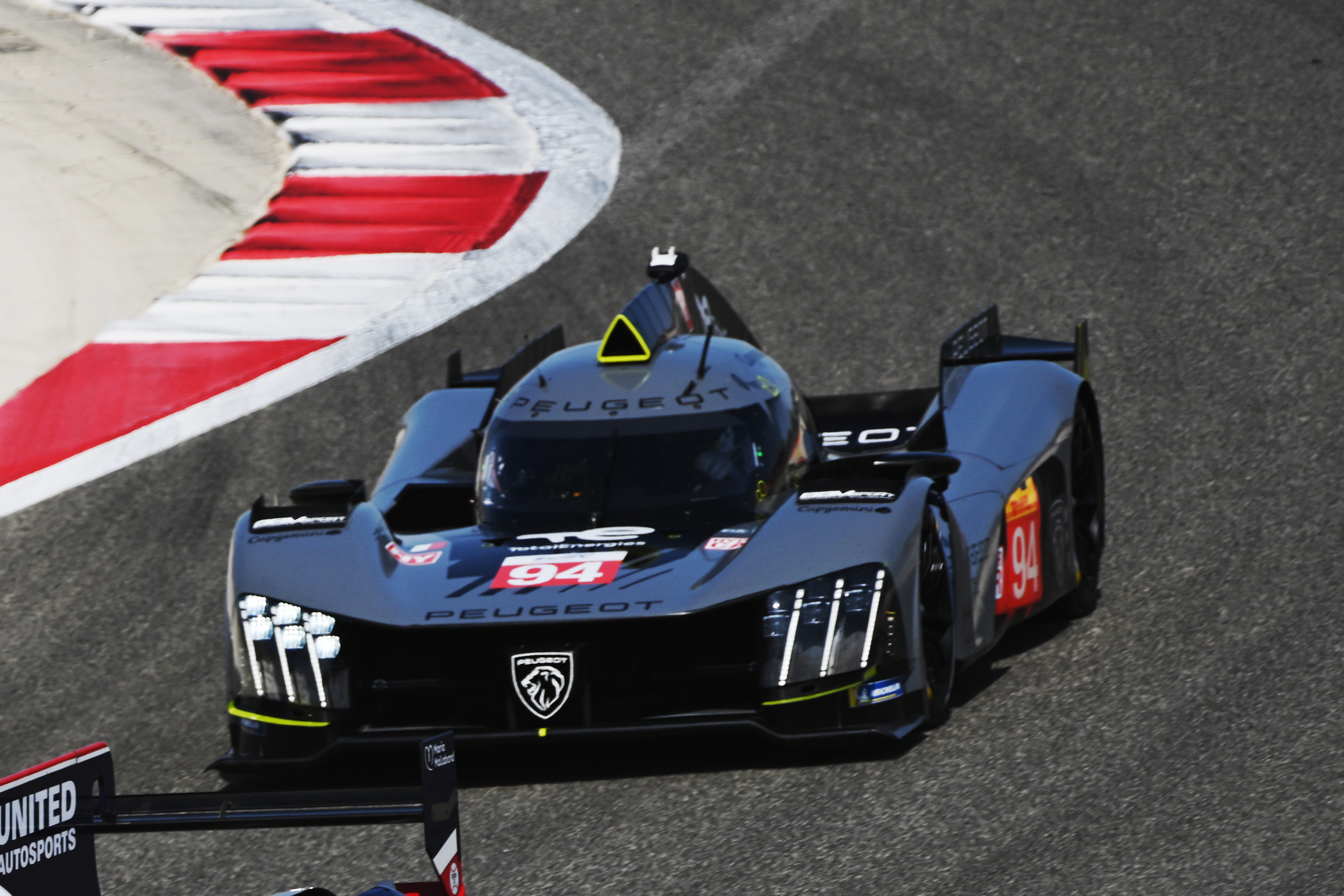
2022年バーレーン8時間レース
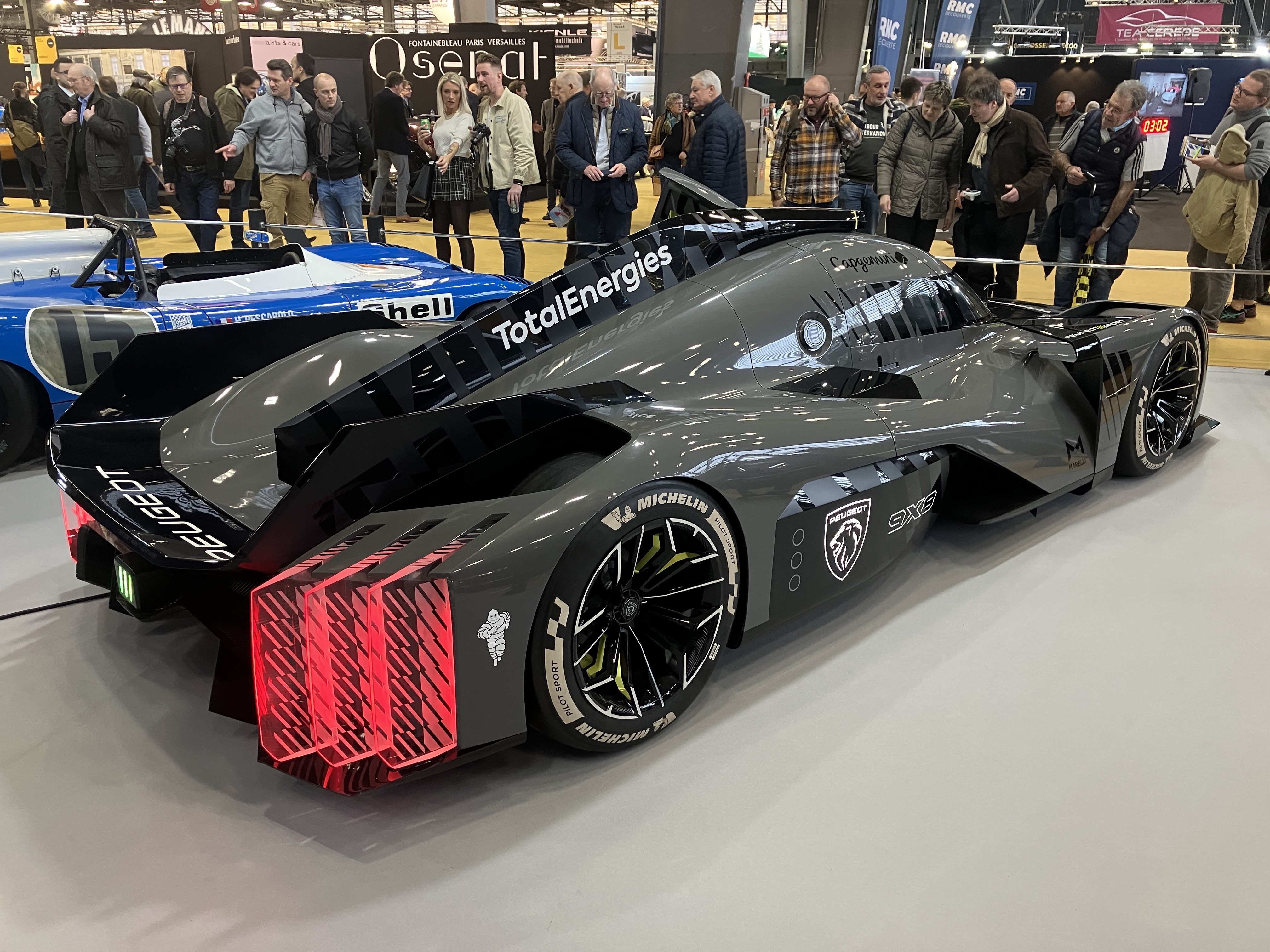
サイドビュー
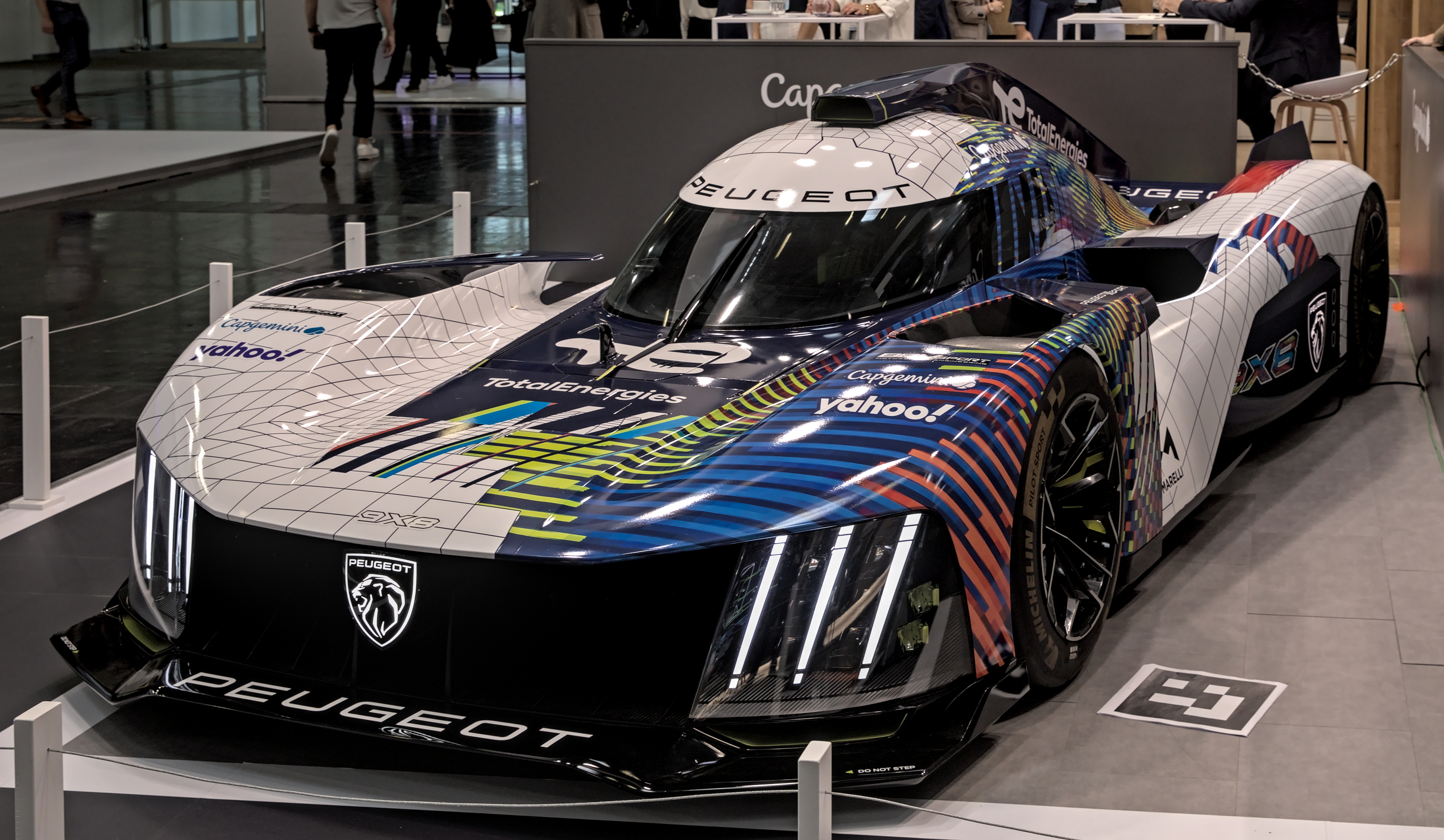
2023年ル・マン以降の新カラーリング
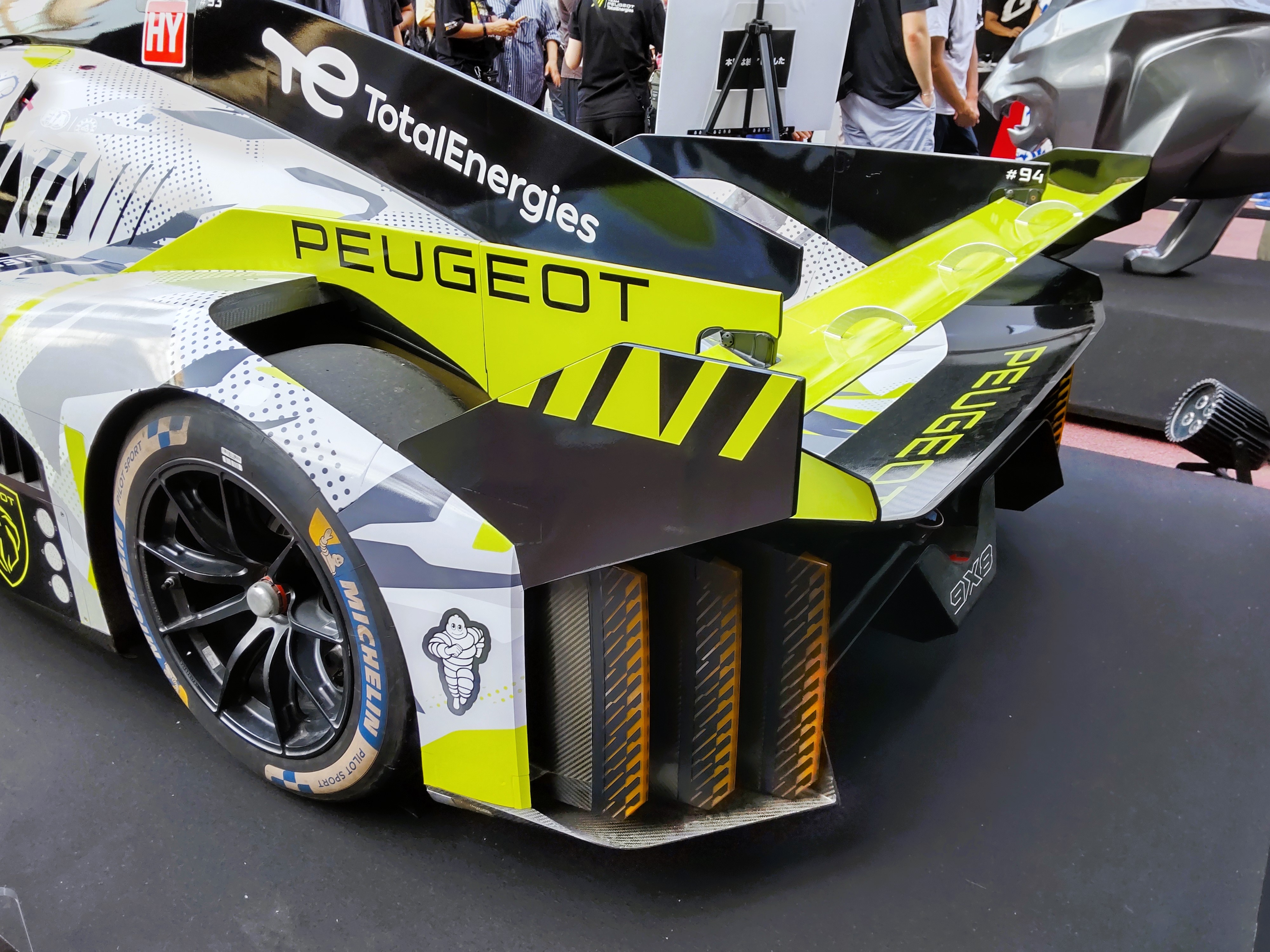
2024年より採用したリアウィング

## 戦績
| 年   | チーム                     | クラス       | No. | ドライバー                 | Rds.     | 1       | 2      | 3       | 4       | 5      | 6       | 7     | 8       | Pts. | Pos. |
| ---- | -------------------------- | ------------ | --- | -------------------------- | -------- | ------- | ------ | ------- | ------- | ------ | ------- | ----- | ------- | ---- | ---- |
| 2022 | プジョー・トタルエナジーズ | LMH          | 93  | ポール・ディ・レスタ       | 4-6      | SEB     | SPA    | LMS     | MNZ Ret | FUJ 4  | BHR Ret |       |         | 42   | 4位  |
| 2022 | プジョー・トタルエナジーズ | LMH          | 93  | ミッケル・イェンセン       | 4-6      | SEB     | SPA    | LMS     | MNZ Ret | FUJ 4  | BHR Ret |       |         | 42   | 4位  |
| 2022 | プジョー・トタルエナジーズ | LMH          | 93  | ジャン＝エリック・ベルニュ | 4-6      | SEB     | SPA    | LMS     | MNZ Ret | FUJ 4  | BHR Ret |       |         | 42   | 4位  |
| 2022 | プジョー・トタルエナジーズ | LMH          | 94  | ロイック・デュバル         | 4-6      | SEB     | SPA    | LMS     | MNZ 4   | FUJ 5  | BHR 4   |       |         | 42   | 4位  |
| 2022 | プジョー・トタルエナジーズ | LMH          | 94  | グスタヴォ・メネゼス       | 4-6      | SEB     | SPA    | LMS     | MNZ 4   | FUJ 5  | BHR 4   |       |         | 42   | 4位  |
| 2022 | プジョー・トタルエナジーズ | LMH          | 94  | ジェームズ・ロシター       | 4-5      | SEB     | SPA    | LMS     | MNZ 4   | FUJ 5  | BHR 4   |       |         | 42   | 4位  |
| 2022 | プジョー・トタルエナジーズ | LMH          | 94  | ニコ・ミュラー             | 6        | SEB     | SPA    | LMS     | MNZ 4   | FUJ 5  | BHR 4   |       |         | 42   | 4位  |
| 2023 | プジョー・トタルエナジーズ | ハイパーカー | 93  | ポール・ディ・レスタ       | All      | SEB 9   | POR 7  | SPA 8   | LMS 6   | MNZ 3  | FUJ 8   | BHR 9 |         | 67   | 5位  |
| 2023 | プジョー・トタルエナジーズ | ハイパーカー | 93  | ミッケル・イェンセン       | All      | SEB 9   | POR 7  | SPA 8   | LMS 6   | MNZ 3  | FUJ 8   | BHR 9 |         | 67   | 5位  |
| 2023 | プジョー・トタルエナジーズ | ハイパーカー | 93  | ジャン＝エリック・ベルニュ | All      | SEB 9   | POR 7  | SPA 8   | LMS 6   | MNZ 3  | FUJ 8   | BHR 9 |         | 67   | 5位  |
| 2023 | プジョー・トタルエナジーズ | ハイパーカー | 94  | ロイック・デュバル         | All      | SEB NC  | POR 5  | SPA 9   | LMS 9   | MNZ 11 | FUJ 7   | BHR 8 |         | 67   | 5位  |
| 2023 | プジョー・トタルエナジーズ | ハイパーカー | 94  | グスタヴォ・メネゼス       | All      | SEB NC  | POR 5  | SPA 9   | LMS 9   | MNZ 11 | FUJ 7   | BHR 8 |         | 67   | 5位  |
| 2023 | プジョー・トタルエナジーズ | ハイパーカー | 94  | ニコ・ミュラー             | 1-5, 7   | SEB NC  | POR 5  | SPA 9   | LMS 9   | MNZ 11 | FUJ 7   | BHR 8 |         | 67   | 5位  |
| 2023 | プジョー・トタルエナジーズ | ハイパーカー | 94  | ストフェル・バンドーン     | 6        | SEB NC  | POR 5  | SPA 9   | LMS 9   | MNZ 11 | FUJ 7   | BHR 8 |         | 67   | 5位  |
| 2024 | プジョー・トタルエナジーズ | ハイパーカー | 93  | ミケル・イェンセン         | All      | QAT DSQ | IMO 9  | SPA 10  | LMS 12  | SÃO 8  | COA 12  | FUJ 4 | BHR 3   | 57   | 6位  |
| 2024 | プジョー・トタルエナジーズ | ハイパーカー | 93  | ニコ・ミュラー             | All      | QAT DSQ | IMO 9  | SPA 10  | LMS 12  | SÃO 8  | COA 12  | FUJ 4 | BHR 3   | 57   | 6位  |
| 2024 | プジョー・トタルエナジーズ | ハイパーカー | 93  | ジャン＝エリック・ベルニュ | 1-2, 4-8 | QAT DSQ | IMO 9  | SPA 10  | LMS 12  | SÃO 8  | COA 12  | FUJ 4 | BHR 3   | 57   | 6位  |
| 2024 | プジョー・トタルエナジーズ | ハイパーカー | 94  | ポール・ディ・レスタ       | All      | QAT 15  | IMO 15 | SPA 14  | LMS 11  | SÃO 16 | COA Ret | FUJ 8 | BHR Ret | 57   | 6位  |
| 2024 | プジョー・トタルエナジーズ | ハイパーカー | 94  | ロイック・デュバル         | All      | QAT 15  | IMO 15 | SPA 14  | LMS 11  | SÃO 16 | COA Ret | FUJ 8 | BHR Ret | 57   | 6位  |
| 2024 | プジョー・トタルエナジーズ | ハイパーカー | 94  | ストフェル・バンドーン     | 1-2, 4-8 | QAT 15  | IMO 15 | SPA 14  | LMS 11  | SÃO 16 | COA Ret | FUJ 8 | BHR Ret | 57   | 6位  |
| 2025 | プジョー・トタルエナジーズ | ハイパーカー | 93  | ポール・ディ・レスタ       | All      | QAT 9   | IMO 9  | SPA 11  | LMS 15  | SÃO 7  | COA     | FUJ   | BHR     | 28*  | 7位* |
| 2025 | プジョー・トタルエナジーズ | ハイパーカー | 93  | ミケル・イェンセン         | All      | QAT 9   | IMO 9  | SPA 11  | LMS 15  | SÃO 7  | COA     | FUJ   | BHR     | 28*  | 7位* |
| 2025 | プジョー・トタルエナジーズ | ハイパーカー | 93  | ジャン＝エリック・ベルニュ | 1-4, 6-8 | QAT 9   | IMO 9  | SPA 11  | LMS 15  | SÃO 7  | COA     | FUJ   | BHR     | 28*  | 7位* |
| 2025 | プジョー・トタルエナジーズ | ハイパーカー | 94  | ロイック・デュバル         | All      | QAT 12  | IMO 12 | SPA Ret | LMS 10  | SÃO 6  | COA     | FUJ   | BHR     | 28*  | 7位* |
| 2025 | プジョー・トタルエナジーズ | ハイパーカー | 94  | マルテ・ヤコブセン         | All      | QAT 12  | IMO 12 | SPA Ret | LMS 10  | SÃO 6  | COA     | FUJ   | BHR     | 28*  | 7位* |
| 2025 | プジョー・トタルエナジーズ | ハイパーカー | 94  | ストフェル・バンドーン     | 1-4, 6-8 | QAT 12  | IMO 12 | SPA Ret | LMS 10  | SÃO 6  | COA     | FUJ   | BHR     | 28*  | 7位* |

- 太字はポールポジション、斜字はファステストラップ。(key)

## 余談
2022年9月7日、NHKのニュースウオッチ9にて、コロナ禍での水際対策緩和という題材の報道の中で、ただの「外国人観光客」として寿司握り体験に興じていた人々は、実はWEC富士で9X8をドライブしに来日した6人のドライバーたちであった。
特にロイック・デュバルとジェームス・ロシターは、日本のレースで長らくトップドライバーとして活躍していたこともあり、これに気づいたモータースポーツファンたちがSNS上で賑わった。